# سه احمق (فیلم ۲۰۱۷)
سه احمق (به انگلیسی: 3 Idiotas) یک فیلم سینمایی در ژانر کمدی-درام و داستان بلوغ محصول سال ۲۰۱۷ که بازسازی یک فیلم هندی محصول سال ۲۰۰۹ بنام سه احمق است.
این فیلم بر گرفته از زندگی یک مهندس هندی بنام سونام وانگچو الهام گرفته شده‌است.

## بازیگران
- آلفونسو دو در نقش پانچو
- کریستین وازکز در نقش فیلیپه
- ژرمن والدز در نقش بتو
- مارتا ایگاردا به عنوان ماریانا
- وادیر دربیز در نقش ایسیدورو
- سباستین زوریتا در نقش امیلیانو
- پائولینا دویلا در نقش دایانا
- انریکه خواننده در نقش دون دیگو
- رودریگو موری در نقش اسکالونا